# Hemithyrsocera lynetteae
Hemithyrsocera lynetteae är en kackerlacksart som beskrevs av Roth, L. M. 1995. Hemithyrsocera lynetteae ingår i släktet Hemithyrsocera och familjen småkackerlackor. Inga underarter finns listade i Catalogue of Life.